# Loi du 30 avril 1999 relative à l'occupation des travailleurs étrangers
 (décembre 2020).
Lire en ligne

http://www.ejustice.just.fgov.be/cgi_loi/change_lg.pl?language=fr&la=F&cn=1999043045&table_name=loi

La loi relative à l’occupation des travailleurs étrangers est une loi fédérale belge, édictée le 30 avril 1999 sous le Gouvernement Dehaene II. Publiée au Moniteur belge le 21 mai 1999, elle a été mise en place dans le but d’instaurer une règlementation appropriée concernant la matière visée à son titre : l’occupation des travailleurs étrangers.

## Contextualisation
C'est dans les années 1920, dans le contexte d’une crise industrielle majeure consécutive à la Première Guerre mondiale, la première loi concernant la réglementation en matière d’occupation des travailleurs étrangers a vu le jour. Face à cette période entrainant une pénurie de main-d'œuvre, la Belgique a fait appel aux travailleurs étrangers. Toutefois, la réelle mise en place en la matière a été régie des années plus tard, par la Convention de Genève relative au statut des réfugiés du 28 juillet 1951. Celle-ci a permis d’accorder un statut plus favorable ainsi que des protections aux travailleurs étrangers. À la suite de quoi, l'article 6 du Pacte international de 1966 relatif aux droits économiques, sociaux et culturels est venu reconnaitre le droit au travail « qui comprend le droit qu'a toute personne d'obtenir la possibilité de gagner sa vie par un travail librement choisi ou accepté, et définit des mesures appropriées pour sauvegarder ce droit ». C’est avec la mise en place de ces deux règlementations qu’en 1967, la législation en la matière commence considérablement à se densifier en Belgique. Notamment avec, dans la même année l’apparition l’arrêté royal no 34 du 20 juillet 1967 relatif à l'occupation de travailleurs de nationalité étrangère ainsi, que celle de l’arrêté royal du 6 novembre 1967 relatif aux conditions d’octroi et de retrait des autorisations d’occupation et des permis de travail pour les travailleurs de nationalité étrangère. Ces deux arrêtés royaux ont été modifiés à plusieurs reprises jusqu’au 30 avril 1999, où ils ont été intégrés à la loi relative à l’occupation des travailleurs étrangers afin d’instaurer un cadre légal dans la matière reprise à son titre.

## Projet de loi
La loi du 30 avril 1999 entend remplacer l’ancien système prévu par l’arrêté royal no 34 du 20 juillet 1967 relatif à l'occupation de travailleurs de nationalité étrangère en créant un nouveau cadre juridique régissant l’occupation des travailleurs étrangers. Comme le précise le législateur, dans le projet de loi, les nouvelles dispositions s’appliquent aussi bien aux travailleurs étrangers qu’aux employeurs belges.
Ce nouveau système repose sur un principe fondateur qui est celui du permis de travail (A, B ou C). En effet, un employeur souhaitant engager un travailleur étranger, doit demander, dans la Région dans laquelle il exerce, une autorisation d’occupation au bénéfice de ce dernier. Si la Région décide d’accorder l’autorisation d’occupation, alors l'employeur pourra engager le travailleur étranger. A contrario, l'employeur ne pourra pas engager le travailleur étranger mais l'un et l'autre disposent d'un droit de recours. Ce recours peut être intenté par le travailleur étranger et l’employeur; il revient au ministre de trancher en appel de cette question.
À côté de ce système, le législateur crée deux autres procédures : l’autorisation collective d’occupation et l’autorisation provisoire d’occupation. La première procédure avait pour but de freiner la multiplication des dossiers et ainsi faciliter l’accès à l’emploi pour les personnes étrangères. La seconde procédure visait quant à elle les demandeurs d’emploi étrangers qui se sont rendus en Belgique afin d’y demander l'asile ; c’est une autorisation provisoire qui est alors délivrée en attendant que la demande d’asile soit analysée par l’administration.
Le législateur de 1999 réserve au Roi la tâche de définir les différentes catégories de permis, les conditions ainsi que la procédure entourant l’autorisation d'occupation. 
De plus, cette disposition institue le Conseil consultatif de la main-d’œuvre étrangère qui tente de faciliter le travail des étrangers. Le législateur prévoit également la rédaction, par le Parlement, de rapports annuels sur le travail des étrangers.
Enfin, le législateur précise dans la loi du 30 avril 1999 trois dérogations au nouveau cadre juridique :
- Dans certains cas, le travailleur étranger n’obtiendra pas nécessairement de permis de travail après que la Région ait octroyé à l’employeur l’autorisation d’occupation.
- Ensuite, le travailleur étranger peut obtenir un permis de travail sans que l’employeur n’ait demandé à la Région une autorisation d’occupation.
- Enfin, une dernière situation peut se présenter, celle dans laquelle le travailleur étranger et l’employeur ne doivent obtenir ni autorisation d’occupation ni permis de travail pour que l’employeur puisse l’engager.

## Ratio legisde la loi
Au travers des travaux préparatoires de la loi, il appert que le législateur s'est assigné plusieurs objectifs dans la loi du 30 avril 1999.  Il y en a six :  

### La concordance, l'accessibilité et la clarté des dispositions
Il y a à l’époque, un souci de concordance, d’accessibilité et de clarté de la loi. En effet, depuis l’arrêté de pouvoirs spéciaux n°34 du 20 juillet 1967 relatif à l’occupation de travailleurs de nationalité étrangère, de nombreux arrêtés sont venus compléter la disposition, la rendant ainsi illisible et peu en adéquation avec les évolutions sociétales. C’est pourquoi, le législateur a décidé de coordonner les textes afin de les rendre plus lisibles et accessibles à la population. Ce premier objectif aboutit à la rédaction de nouvelles définitions pour les termes « ressortissants » et « travailleurs étrangers » ainsi qu’à l’insertion d’une possibilité de recours pour le travailleur étranger et l’employeur dans le cas où la Région refuse d’octroyer l’autorisation d’occupation.

### L'actualisation de la réglementation en matière d'occupation des travailleurs étrangers
Le législateur tente d’actualiser la réglementation en matière d’occupation des travailleurs étrangers. C’est pour cette raison que la loi du 30 avril 1999 fait mention des procédures d’autorisation collective et provisoire d’occupation qui étaient jusque-là uniquement présentées dans une circulaire. Cet objectif d’actualisation passe également par l’abrogation de nombreuses mesures présentes dans l'arrête no 34. C’est le cas de l’article 2bis qui fait mention d’une liste exhaustive des personnes exclues du champ d’application de la loi ou encore de l’article 6 qui présente la possibilité pour un travailleur étranger de travailler avant que celui-ci ait obtenu l’autorisation de la Région.

### L'évolution constitutionnelle
Le législateur tient également compte de l’évolution constitutionnelle pour la rédaction de la nouvelle loi. En effet, lors de la seconde réforme institutionnelle de l’État belge, les Régions se voient octroyer plus de compétences en ce compris celle de la délivrance des autorisations d’occupation et des permis de travail. Il revient également aux Régions de statuer lors d’un recours sur la demande d’autorisation d’occupation.

### Le contexte européen
Le contexte européen enjoint le législateur à modifier le régime en place. Tout d’abord parce que les articles 11 et 19 de l’arrêté des pouvoirs spéciaux no 34 faisaient encore mention de la CECA mais aussi à cause de l’arrêt Van der Elst de la Cour de Justice des Communautés Européennes qui marque un revirement jurisprudentiel de la part de la Cour. En effet, la Cour estime que le régime mis en place par les Communautés Européennes présente une entrave à la libre circulation des services.

### Les possibilités de recours
En sus de la possibilité de recours mis en place par le législateur, le délai de recours est rallongé de 10 jours à un mois et il revient au Roi de définir les procédures de ces recours.

### L'assise légale du Conseil consultatif de la main d'œuvre étrangère
Le législateur intègre dans la loi une assise législative à la création du Conseil consultatif de la main-d’œuvre étrangère afin que celui-ci puisse prendre part à la concertation entre les institutions.

## Critiques et réactions
La loi du 30 avril 1999 relative à l’occupation des travailleurs étrangers en Belgique a été critiquée peu de temps son entrée en vigueur. Les critiques et réactions de la population ont été constatées lors des recours en annulations et questions préjudicielles posées à la Cour Constitutionnelle.  

### Critiques et réactions sur recours en annulation
L'ASBL mouvement contre le racisme, l’antisémitisme et la xénophobie a introduit en 2001 un recours en annulation contre ladite loi devant la Cour Constitutionnelle, qui à cette époque était la Cour d’arbitrage. Jugeant la loi discriminatoire à l’égard d’une partie de la population, notamment les citoyens de nationalité étrangère, l'ASLB a estimé que certains de ses articles, notamment les articles 2, 3, 4, 9 et 12, 1°, b) et c), étaient contraires à certaines dispositions internationales telles que la Convention de Genève du 28 juillet 1951 et le Pacte international de 1966 relatif aux droits économiques, sociaux, et culturels. Mais elle l’a également jugée contraire à des dispositions nationales, telles que les articles 10 et 11 de la Constitution belge qui promulguent l'égalité et la non-discrimination. 
Bien que la Cour ait pu rejeter le recours, trois critiques principales ont été mises en évidence à l’égard de la loi :
- La différence de traitement entre citoyens belges et citoyens étrangers,
- La différence de traitement entre les catégories d’étrangers en fonction de leurs titres de séjour,
- Le fait que la conception des travailleurs immigrés tel que décrite dans la loi n'est pas représentative de la situation de 2001.

### Critiques et réactions sur questions préjudicielles
Cette loi a continué au fil des années à soulever des interrogations auprès de la population. En effet, trois questions préjudicielles ont été formulées, soulevant chacune différentes critiques sous forme d’interrogations.
En 2014, la critique soulevée était essentiellement la trop grande délégation de pouvoir confiée au Roi puisque la loi l’habilite en matière de détermination des catégories de permis de travail et d’autorisation d’occupation et lui permet ainsi de décider de leurs conditions d’octroi.
Puis en 2018, la critique soulevée était que le permis de travail évoqué dans ladite loi était contraire à certaines dispositions constitutionnelles ainsi qu’à la Convention européenne de sauvegarde des droits de l’homme et des libertés fondamentales. Puisqu’il reste obligatoire pour les travailleurs étrangers d’avoir un permis de travail bien que leurs titres de séjour leur aient été accordés.
Enfin en 2019, une dernière critique qui demandait ce qu’il en était de la loi vis-à-vis de la Sixième réforme de l’État. Puisqu’avant la Sixième réforme de l'État, les autorités fédérales et régionales disposaient chacune de compétences distinctes en matière d’occupation des travailleurs étrangers. Cependant les Régions n’étaient compétentes que pour l’application des normes fédérales alors qu’après la Sixième réforme de l’État, les régions deviennent compétentes en matière d’occupation des travailleurs étrangers pour « [la] règlementation, [son] application, [son] contrôle et [son] maintien ». La question se posait alors de savoir s’il était nécessaire ou non de faire des accords de coopération afin de connaitre la portée territoriale de la loi. Ainsi que de connaitre la portée territoriale des sanctions pénales encourues en cas de dérogation de la loi en fonction des différentes Régions.  
Bien que chacune des questions préjudicielles ait pu recevoir des réponses négatives, elles soulèvent toutefois d’importantes remarques et critiques formulées par la population vis-à-vis de la loi au fil des années.

## Évolution de la loi
La loi du 30 avril 1999 a évolué et a été abrogée, en partie, par la loi du 9 mai 2018 mais les articles 4, § 1er et § 2 5 , 8, 9, 10, 11 et 13 sont toujours applicables aux jeunes.  
- Les articles 4, § 1er et § 2 et article 5  portent sur l'autorisation d'occupation et les permis de travail.
- L'article 8 explique les modalités et conditions pour obtenir l'autorisation d'occupation du territoire et les permis de travail.
- Les articles 9 et 10 expliquent les recours dont disposent les étrangers en séjour régulier en cas de refus de leurs permis de travail.
- L'article 11 rappelle que toute infraction commise dans le cadre de cette loi peut être sanctionnée.
- Enfin l'article 13 qui contient la sanction en cas de violation de l'article 175 du code pénal social qui traite du travail non déclaré[23].

Après la sixième réforme de l'État, l'occupation de travailleurs étrangers devient une compétence des régions, de sorte que cette loi a également subi  différentes modifications et abrogations  par les biais des décrets des Régions flamande et de la Wallonie et de la Communauté Germanophone et aussi par des ordonnances de la Région de Bruxelles- Capital.

### Articles modifiés par les différentes régions et communautés
| Loi du 30 avril 1999 | Région Flamande                                                 | Communauté Germanophone | Région Bruxelles- Capitale | Région Wallonie                        |
| -------------------- | --------------------------------------------------------------- | ----------------------- | -------------------------- | -------------------------------------- |
| Chapitre I           |                                                                 |                         |                            |                                        |
| Chapitre II          |                                                                 | Article 2               |                            |                                        |
| Chapitre III         |                                                                 | Articles 4, 5 et 7      |                            |                                        |
| Chapitre IV          |                                                                 | Article 8               |                            |                                        |
| Chapitre V           |                                                                 | Article 10              |                            |                                        |
| Chapitre VI          | Article 11                                                      |                         | Article 11                 | Article 11                             |
| Chapitre VII         | Articles 12, et 12 / 1, 2, 3,4,5,6,7 Articles 14, 15, 16. et 17 | Article 13              | Articles 12 et 14          | Articles 12 et 12/ 1 Articles 14 et 15 |
| Chapitre VIII        | Article 19                                                      | Article 19              | Article19                  | Article19                              |
| Chapitre IX          |                                                                 | Article 20              | Article 20                 | Article 20                             |
| Chapitre X           |                                                                 | Article 22              |                            |                                        |

- L'article 11 est modifié par les trois régions, chaque région introduisant avec cet article la manière dont la mise en œuvre et le contrôle de cette loi seront effectués.
- Dans le chapitre VII nous avons plusieurs articles modifiés par les régions, tous les articles de ce chapitre sont liés à la sanction administrative, pénale en cas de non-respect de la loi et aux compensations.
- L'article 19, qui est modifié par toutes les régions et la Communauté Germanophone, confirme la compétence de chacune d'entre elles pour contrôler l'emploi des travailleurs étrangers, sauf en cas d’urgence.
- L'avant-dernier chapitre : les régions et la communauté s'engagent à présenter aux autorités compétentes un rapport sur l'application du droit dans chacune d’elles[25].

#### Législation
- Convention de Genève, 28 juillet 1951.
- Pacte international relatif aux droits économiques, sociaux et culturels, 16 décembre 1966.
- Loi du 30 avril 1999 relative à l'occupation des travailleurs étrangers, MB., 21 mai 1999 disponible sur www.ejustice.just.fgov.be
- Loi du 9 mai 2018 relative à l'occupation de ressortissants étrangers se trouvant dans une situation particulière de séjour, MB., 8 juin  2018.
- Projet de loi relatif à l'occupation des travailleurs étrangers, Doc., Ch., 1998-1999, 25 mars 1999.
- Arrêté royal no 34 relatif à l’occupation de travailleurs de nationalité étrangère, 20 juillet 1967.
- Arrêté royal no 36 relatif aux conditions d’octroi et de retrait des autorisations d’occupation et des permis de travail pour les travailleurs de nationalité étrangère, 6 novembre 1967.

#### Publications
- A. Amallah, L'accès au marché du travail, Kluwer, 2016.
- V. Melis, S. Sarolea, Autorisation et permis de travail : L'occupation salariée des travailleurs de nationalité étrangère en Belgique, Kluwer, Waterloo, 2014.
- M. Morsa, 4 - Les travaux illégaux in Infractions et sanctions en droit social no 425-445, Bruxelles, Larcier, 2013.

#### Jurisprudence
- C.J.U.E, 9 août 1994, C 43/93.
- C.A., 29 mars 2001, no 40, 2001.
- C.C., 3 avril 2014, no 62, 2014.
- C.C., 19 juillet 2018, no 93, 2018.
- C.C., 31 janvier 2019, no 13, 2019.